# Eston
Eston è un paese della contea del North Yorkshire, in Inghilterra.